# Sint-Christoffelkerk (Mainz)
De Sint-Christoffelkerk (Duits: Sankt Christoph) is een vroeggotische kerk die tussen 1240 en 1330 in de Duitse stad Mainz werd gebouwd. De kerk is gelegen in het oude stadscentrum in de naar de kerk genoemde Christofstraße en werd tijdens de Tweede Wereldoorlog tot op de muren verwoest. Na de oorlog vond geen herbouw van de kerk plaats en de kerkruïne is een monument geworden ter nagedachtenis aan de slachtoffers en de verwoesting van de stad.

## Geschiedenis
De voormalige parochiekerk werd voor het eerst in een oorkonde van 893 vermeld. De huidige kerk dateert echter uit de periode 1280-1330. De romaanse klokkentoren met de tweelingvensters is echter ouder en werd gebouwd rond 1240. In de 17e en 18e eeuw werd de kerk gerenoveerd en kreeg de kerk een barok interieur. De Nederlandse jezuïet Petrus Canisius legde in het parochiehuis van de Sint-Christoffelkerk zijn geloften af. In deze kerk werd ook de Duitse uitvinder Johannes Gutenberg gedoopt.

## Verwoesting
Op 12 en 13 augustus 1942 vlogen Britse bommenwerpers over Mainz en dropten 200 ton bommen, waaronder fosforbommen. Grote delen van de historische binnenstad en de aangrenzende stadsgebieden Neustadt en Mombach werden verwoest. Ook de Sint-Christoffelkerk brandde af. Bij een ander bombardement op 27 februari 1945 stortten de gewelven van de kerk in.